# Округ Мајлам (Тексас)
Округ Мајлам (енгл. Milam County) је округ у америчкој савезној држави Тексас. По попису из 2010. године број становника је 24.757.

## Демографија
Према попису становништва из 2010. у округу је живело 24.757 становника, што је 519 (2,1%) становника више него 2000. године.
| Група             | 2000.          | 2010.          |
| Белци             | 16.763 (69,2%) | 16.216 (65,5%) |
| Афроамериканци    | 2.678 (11,0%)  | 2.473 (10,0%)  |
| Азијати           | 53 (0,2%)      | 96 (0,4%)      |
| Хиспаноамериканци | 4.516 (18,6%)  | 5.780 (23,3%)  |
| Укупно            | 24.238         | 24.757         |